# Mabel Rivera

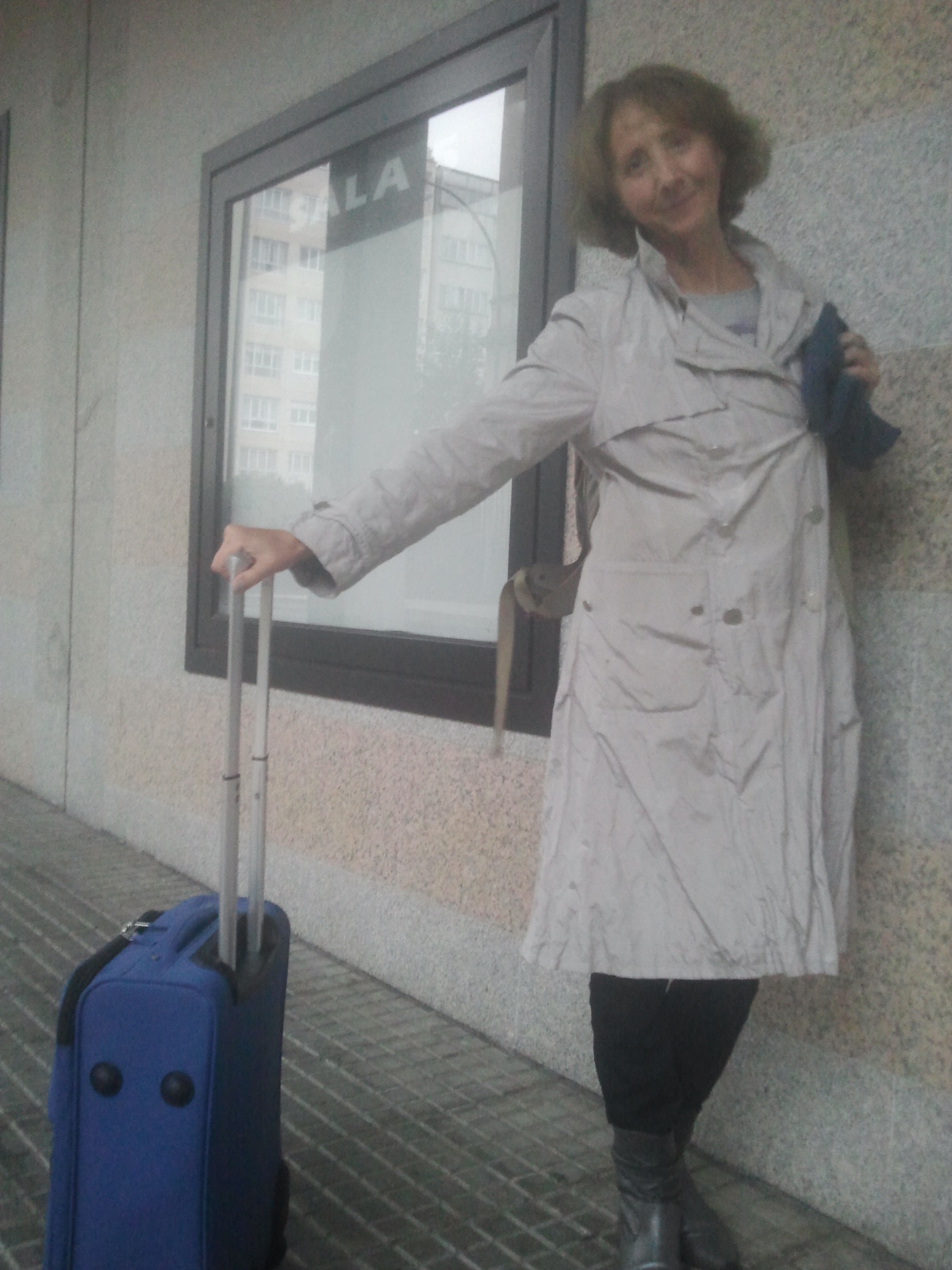
Mabel Rivera (2013)

Mabel Rivera (* 20. Juni 1952 in Ferrol, Provinz A Coruña als María Isabel Rivera Torres) ist eine spanische Schauspielerin.

## Biografie
Mabel Rivera wurde 1952 als María Isabel Rivera Torres in Galicien, im Nordwesten Spaniens geboren. Sie arbeitete elf Jahre als Werftarbeiterin in ihrer Heimatstadt, ehe sie an der Universität von Santiago de Compostela ein Studium der Anglistik begann, das sie im Jahr 1984 abschloss. Rivera fing bereits in den 1970er Jahren an Theater zu spielen, gab ihr professionelles Theaterdebüt aber erst 1984 am Centro Dramático Galego (CDG) in Santiago de Compostela, wo sie in Eduardo Alonsos Inszenierung von Roberto Vidal Bolaños Stück Agasallo de sombras zu sehen war. Alonso setzte sie daraufhin auch in weiteren CDG-Produktionen ein und es folgte Castelaos Os vellos non deben de namorarse (1985) und Rollen in klassischen Komödien wie Der eingebildete Kranke (1986) von Molière und Die lustigen Weiber von Windsor (1989) von William Shakespeare. 1990 agierte die 1,74 m große Aktrice unter der Regie von Fernanda Lapa in Phillippe Minyanas Stück Inventarios am Teatro do Malbarate. Für diese Leistung erhielt sie ein Jahr später den Premio Compostela als beste Theaterschauspielerin zugesprochen. Mitte der 1990er Jahre sah man Rivera auch in zeitgenössischen Stücken wie Sam Sheppards Fool for love (1995), dass sie gemeinsam mit Cándido Pazó ins Galicische übersetzte. Als Regieassistentin arbeitete sie unter Xulio Lago und Lino Braxe an José Sanchis Sinisterra O Cerco de Leningrado (Teatro do Atlántico, 1999) beziehungsweise der Lagarta,Lagarta-Produktion Fobias (2004).
Parallel zu ihrer Arbeit im galicischen Theater feierte Mabel Rivera 1987 ihr Kinodebüt mit dem kleinen Part als Señora Gundín in José Luis Cuerdas preisgekrönter Fantasy-Komödie El bosque animado, in der Alfredo Landa die Hauptrolle spielte. Ende der 1980er Jahre folgte Rivera Angeboten für diverse Fernsehproduktionen von TVE und dem galicischen Fernsehsender TVG, darunter Xosé Cermeños und Antón Dobaos Comedyserie Os outros feirantes (1989). Einem breiten Publikum wurde sie jedoch erst ab 1995 durch die Hauptrolle der Balbina Santos in Cermeños Pratos combinados bekannt. Die populäre Comedyserie wurde bis 2003 regelmäßig zur Prime Time auf TVG ausgestrahlt und hatte stets die Missgeschicke einer galicischen Familie zum Thema, die eine Bar betreibt und von der finanziellen Unabhängigkeit träumt. Den Part der sanftmütigen Ehefrau verkörperte Rivera in mehreren Staffeln und brachte ihr dreimal in Folge eine Nominierung für den Fernsehpreis AGAPI ein.
Von 1999 bis 2001 studierte die gelernte Komödiantin Schauspielerei an der Universität von Santiago de Compostela und erschien im Jahr ihres Abschlusses in dem Kurzfilm Inútil von Paco Rañal. 2004 kehrte Rivera siebzehn Jahre nach ihrem Spielfilmdebüt mit Alejandro Amenábars Das Meer in mir wieder auf die Kinoleinwand zurück. In dem Drama, basierend auf einer wahren Begebenheit, ist sie als brüske und aufopferungsvolle Schwägerin des gelähmten Galiciers Ramón Sampedro (gespielt von Javier Bardem) zu sehen. Dieser hatte durch seinen jahrelangen Kampf um das Recht auf aktive Sterbehilfe in Spanien Bekanntheit erlangt. Für die Rolle der Manuela erhielt Rivera wie auch das übrige Schauspielensemble um Bardem, Lola Dueñas und Belén Rueda großes Lob seitens der Kritiker. Während Amenábars Film 2005 den Oscar als bester fremdsprachiger Film gewann, wurde Rivera im selben Jahr mit dem wichtigsten spanischen Filmpreis, dem Goya, als beste Nebendarstellerin ausgezeichnet. Bei der Preisverleihung konnte sich die galicische Schauspielerin, die zuvor in Spanien wenig bekannt war, gegen so etablierte Berufskolleginnen wie Victoria Abril (El séptimo día) oder Mercedes Sampietro (Inconscientes) durchsetzen. Durch diesen Erfolg erhielt Rivera weitere Engagements für Spielfilmproduktionen und 2006 gehörte sie erneut neben Javier Bardem, Natalie Portman und Stellan Skarsgård zum Schauspielensemble von Miloš Formans Historiendrama Goyas Geister (2006). Ein Jahr später waren in Juan Antonio Bayonas Horrorfilm Das Waisenhaus, 2008 Spaniens Oscar-Kandidat für eine Nominierung in der Kategorie Bester fremdsprachiger Film, wieder Belén Rueda sowie Geraldine Chaplin ihre Filmpartnerinnen.
Die Schauspielerin, die neben Spanisch, Galicisch und Katalanisch auch Englisch und Französisch spricht, arbeitete neben ihrer Film- und Theaterkarriere unter anderem auch als Moderatorin.

## Filmografie (Auswahl)
- 1987: El bosque animado
- 2001: Inútil
- 2004: Das Meer in mir (Mar adentro)
- 2006: Faltas leves
- 2006: Goyas Geister (Goya's Ghosts)
- 2007: Blackout
- 2007: Hotel Tívoli
- 2007: Das Waisenhaus (El orfanato)
- 2007: Mataharis
- 2008: Blackout
- 2009: Agallas
- 2009: 7 pasos y medio
- 2011: Game of Werewolves – Die Jagd beginnt (Lobos de Arga)

## Auszeichnungen (Auswahl)

### Goya
- 2005: Beste Nebendarstellerin für Das Meer in mir

### Weitere
Premios ACE
- 2005: nominiert als Beste Nebendarstellerin für Das Meer in mir

Premios AGAPI
- 1997: nominiert als Beste Hauptdarstellerin für Pratos combinados
- 1998: nominiert als Beste Hauptdarstellerin für Pratos combinados
- 1999: nominiert als Beste Hauptdarstellerin für Pratos combinados

Premios del Círculo de Escritores Cinematográficos
- 2005: nominiert als Beste Nebendarstellerin für Das Meer in mir

Premios Sant Jordi
- 2005: Beste Nebendarstellerin für Das Meer in mir

Premios Unión de Actores
- 2005: nominiert als Beste Nebendarstellerin in einem Kinofilm für Das Meer in mir